# Polana Kolebisko

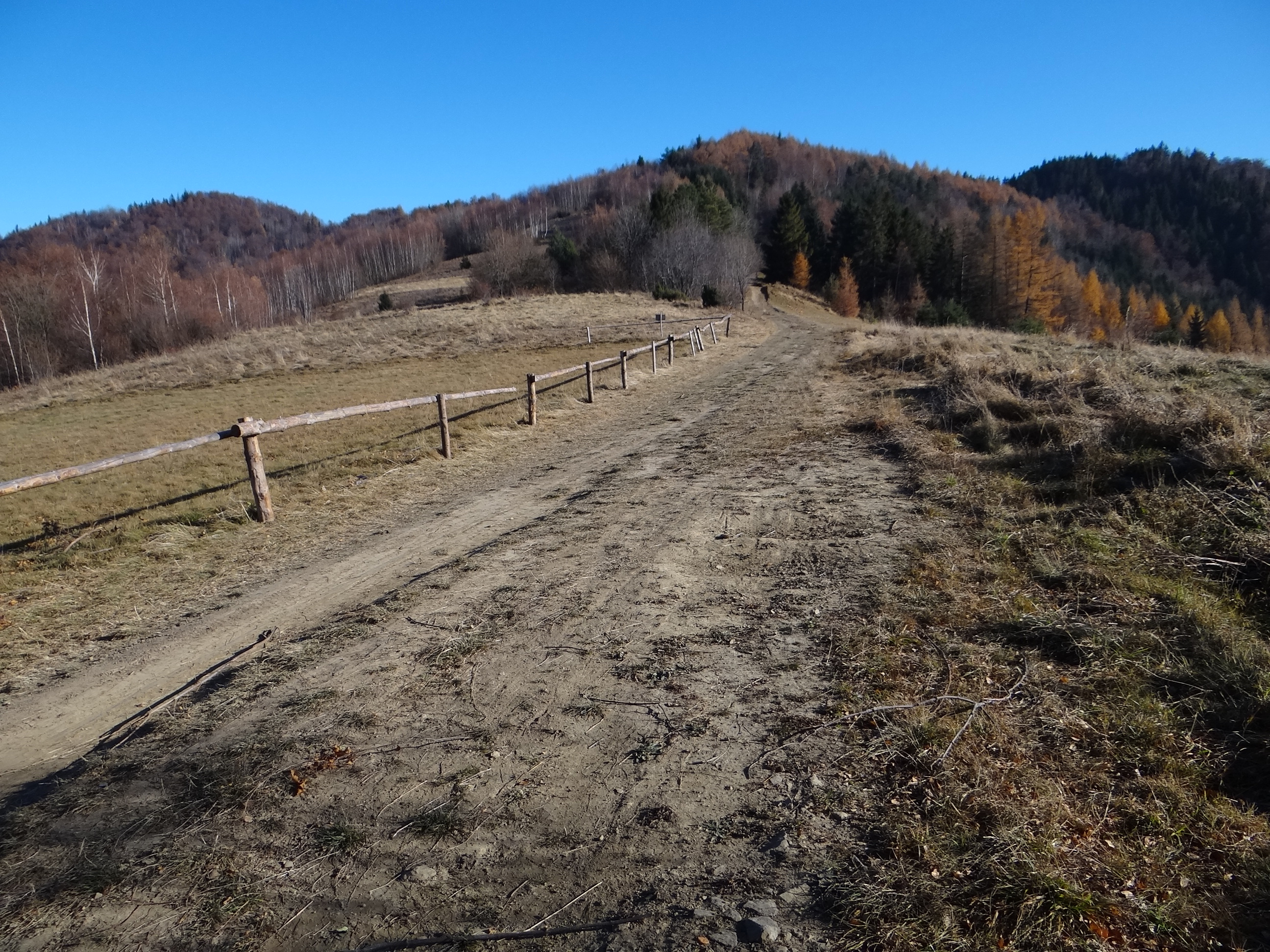
Polana Kolebisko i widok na szczyty Koziarz, Jaworzynka i Błyszcz

Kolebisko – polana w Paśmie Radziejowej w Beskidzie Sądeckim. Znajduje się na zachodnim grzbiecie Jaworzynki (936 m), na średniej wysokości około 820 m n.p.m. Dawniej znaczną część tego grzbietu zajmowały pola uprawne i pastwiska miejscowości Tylmanowa w województwie małopolskim, w powiecie nowotarskim, w gminie Ochotnica Dolna. Dawno nieużytkowane stopniowo zarastają lasem, wskutek czego na grzbiecie tym występuje szereg niewielkich i oddzielonych młodnikiem polan. Zasadnicza część polany Kolebisko jest jeszcze częściowo użytkowana. W jej dolnym, południowym końcu znajdują się niewidoczne ze szlaku turystycznego zabudowania pojedynczego gospodarstwa. Z polany szeroka panorama widokowa obejmująca m.in. Pieniny i Tatry.
W 2015 r. w ramach szerszego programu budowy wież widokowych i tras turystycznych w rejonie Koziarza wykonano i oznakowano nowe szlaki turystyki rowerowej i narciarskiej.

## Szlaki turystyczne
pieszy: Tylmanowa (Rzeka) – polana Kolebisko – Jaworzynka. Czas przejścia 1:30 h, ↓ 1:15 h
 rowerowy: Tylmanowa (Rzeka) – polana Kolebisko – Jaworzynka.